# トレバー・バウアー
トレバー・アンドリュー・バウアー（Trevor Andrew Bauer、1991年1月17日 - ）は、アメリカ合衆国カリフォルニア州ロサンゼルスノースハリウッド出身のプロ野球選手（投手）、YouTuber。右投右打。横浜DeNAベイスターズ所属。ドイツ系アメリカ人。
愛称は「バウアー・アウテージ」。

## 経歴

### プロ入り前
カリフォルニア大学ロサンゼルス校（UCLA）時代は同学年のゲリット・コールと二枚看板を形成。2011年には13勝2敗、防御率1.25、203奪三振を記録。大学3年間の通算成績は34勝8敗、防御率2.36、460奪三振。

### プロ入りとダイヤモンドバックス時代
2011年のMLBドラフト1巡目（全体3位）でアリゾナ・ダイヤモンドバックスから指名を受ける。全体1位はコールで、同一大学からドラフト上位3位以内に2人が指名を受けたのは33年ぶりだった。7月15日には、その年の最優秀大学選手に贈られるゴールデンスパイク賞をUCLAの選手としては初めて受賞した。7月25日にダイヤモンドバックスと契約金340万ドル＋最大4年445万ドルのメジャー契約で合意。7月30日に傘下のA+級バイセイリア・ローハイドでプロデビュー。8月14日にはAA級モービル・ベイベアーズへ昇格した。
2012年の開幕前にはベースボール・アメリカから球界全体で9位の有望株とされた。6月28日のアトランタ・ブレーブス戦でメジャーデビューを果たしたが、制球難に苦しみ、4試合でマイナーに戻された。この間に、捕手のミゲル・モンテロのリードを公然と批判したり、コーチらの指導に聞く耳を持たなかったりする態度が問題視され、オフにはトレード候補として名前が上がるようになった。

### インディアンス時代
2012年12月11日にシンシナティ・レッズも含めた合計9選手が動く三角トレードにおいて、クリーブランド・インディアンスへ移籍した。

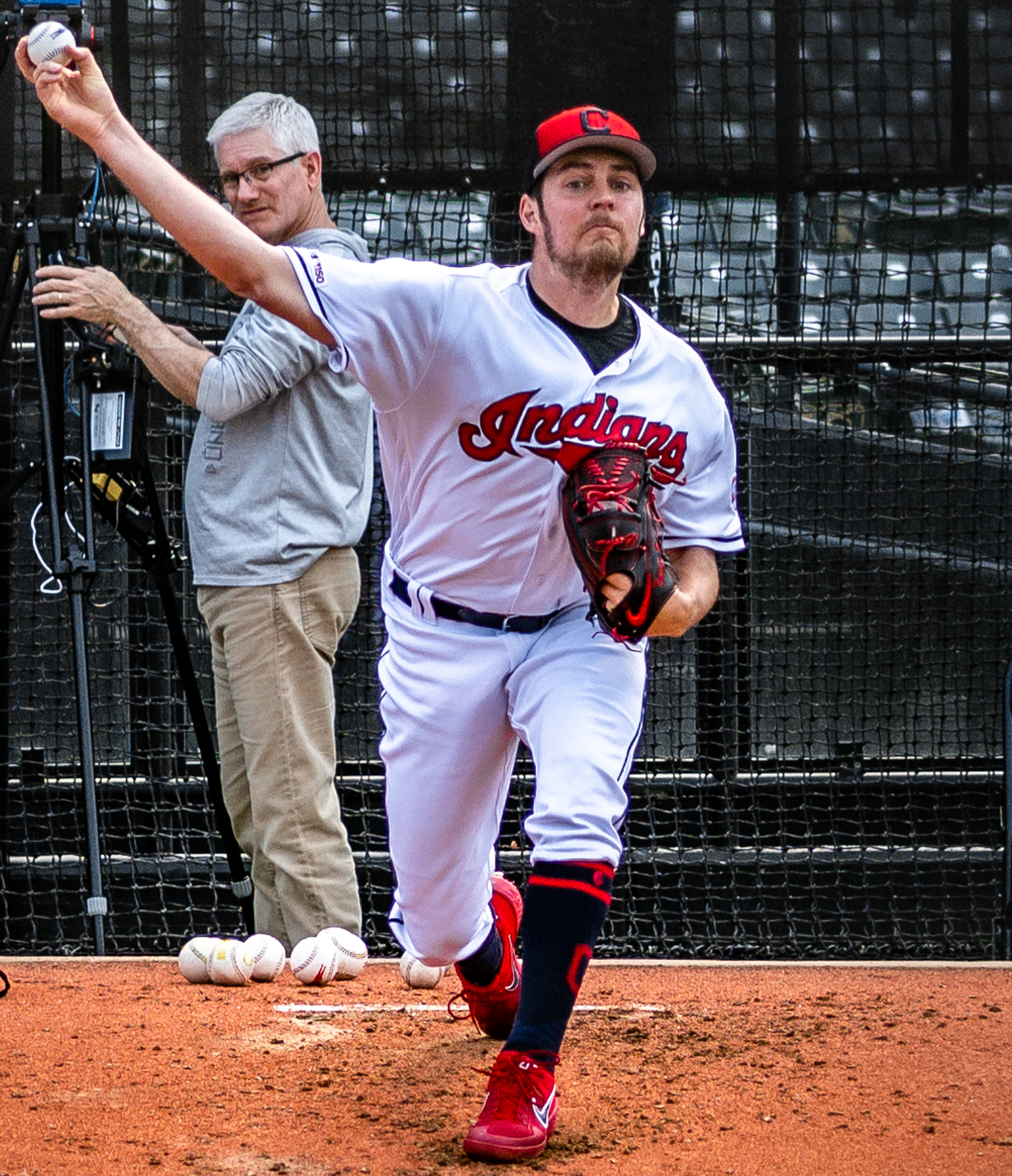
クリーブランド・インディアンス時代
（2019年5月19日）

2013年も前年に引き続き、先発として4試合に投げたが、防御率5.29、自己ワーストのWHIP1.82を記録するなど、前年からの不振が続いた。この年の秋に初めてシアトルのドライブライン・ベースボールを訪ね、科学的なトレーニングを取り入れる。
2014年は先発ローテーションの一角に定着し、26試合に先発で投げた。規定投球回には届かなかったが防御率4.18、5勝8敗という数字を残したほか、8.0を超える奪三振率も記録し、飛躍のシーズンを過ごした。
2015年はフルシーズン先発ローテーションに入って投げ、規定投球回に達した。成績は、リーグ最多の79四球を与え、防御率も4.55まで悪化したが、自身初の2桁勝利（11勝）を挙げて奪三振率も8.7を記録するなど、まずまずの成績を残した。
2016年も先発ローテーションの中心に据えられ、35試合中28試合で先発登板した。防御率4.26、12勝8敗、WHIP1.31、168奪三振という、前年とほぼ同水準の成績を残し、安定感があった。トロント・ブルージェイズとのアメリカンリーグチャンピオンシップシリーズ（ALCS）では第3戦に先発登板したが、趣味のドローンをいじっていた際に負傷した小指から再出血したため、1回途中で降板した。ワールドシリーズでは第2戦と第5戦で先発したが、いずれも4回で降板し敗戦投手となった。
2017年は、5月までは10試合で5勝4敗、防御率6.00と乱調であったが、夏場に調子を上げ、7月21日のブルージェイズ戦から9月10日のボルチモア・オリオールズ戦まで9連勝を記録。最終的には、防御率（4.19）、WHIP（1.37）こそ前年と同程度であったものの、リーグ4位タイの17勝を挙げ、奪三振率も規定投球回に到達した年では初めて9.0を上回る。
2018年は開幕から好調を維持し、自身初のオールスターゲーム選出を果たした。8月11日のシカゴ・ホワイトソックス戦で右足首に打球を受け疲労骨折したことで、14日に故障者リスト入りし、約1か月離脱した。シーズントータルでは、離脱の影響で登板こそ28試合（27試合先発）と前年から減ったが、12勝6敗、防御率2.21（リーグ2位）、奪三振221（同6位）、WHIP1.09（5位）、FIP2.44（1位）を記録。サイ・ヤング賞の投票では6位タイだった。
2019年7月28日のカンザスシティ・ロイヤルズ戦で4.1イニング、9安打8失点で8敗目を喫し降板を告げられると自身の投球に怒りを爆発させ持っていたボールをバックスクリーンへ向けて投げつけた行為が物議を醸し、後に謝罪した。インディアンスでの成績は24試合に登板し9勝8敗、防御率3.79だった。

### レッズ時代
2019年7月30日に三角トレードの一角としてシンシナティ・レッズへ移籍した。移籍後はしばしば炎上するなど振るわず、移籍後の防御率は6.39に終わった。オフに来日し、横浜DeNAベイスターズの練習施設である「DOCK」を訪れ、ドラフト会議の際に自身の考えるトレーニングプランを有していない球団から指名された場合はカーター・スチュワートのように日本でプレーすることも考えていたこと、また同年時点でも将来的に日本でプレーする希望があることを語っていた。
2020年はCOVID-19の影響で60試合の短縮シーズンとなる中、11先発して防御率1.73で最優秀防御率のタイトルを獲得した。勝敗数は5勝4敗ながらも、100奪三振（リーグ2位）、WHIP0.79（同1位）、2完封（同1位 ※7イニング制特別ルール）の好成績を残し、シカゴ・カブスのダルビッシュ有を僅差で上回る評価でサイ・ヤング賞を獲得した。
ポストシーズンではアトランタ・ブレーブスとのワイルドカードゲーム第1戦に先発登板して7.2回無失点の好投だったが、打線が沈黙し、延長13回の末0-1で敗戦。そのまま敗退した。
オフにFAとなった。球団からは1890万ドルのクオリファイング・オファーを提示されたが、11月4日にこれを拒否した。12月9日にオールMLBチームのファーストチーム先発投手の1人として初選出された。

### ドジャース時代
2021年2月5日に自身のYouTubeチャンネル上でロサンゼルス・ドジャースと契約したことを発表し、11日に正式発表された。契約内容は3年総額1億200万ドルで、2021年の年俸はマイク・トラウトを上回る歴代最高額の4000万ドルになると報じられたが、後に訂正され、2800万ドルと発表された。また2021年と2022年のオフには契約を破棄してFAになれるオプトアウトの権利が含まれている。背番号はレッズ時代と同じ「27」。
同年5月16日頃に、ある女性がバウアーから強姦を受けたと告発し、ロサンゼルスのパサデナ市警が捜査を行っていると発表した。女性はその後、バウアーに対して接近禁止命令を適用するよう訴えを起こしていたとされている。MLBと同選手会はバウアーを7月2日から制限リストに入れ、調査が続いている間延長が繰り返された。その後も延長が続いていたが9月11日にポストシーズンの間まで休職期間が延ばされることが発表された。
2022年2月8日に証拠不十分として不起訴となることが発表されたがMLBによる調査及び制限リスト入りの処分は続き、4月29日に同日より2シーズンに相当する324試合の出場停止処分を科された。その後、バウアー側からの異議申立てを受けて12月22日に処分期間は194試合に軽減された。この194試合には、実際に出場停止処分が科された日からの144試合だけでなく、制限リスト入りしていた99試合の内の50試合も含まれるため、翌年の開幕戦からの出場が可能となった。
上記の暴行疑惑と訴訟については後述。
2023年1月6日のドジャースはいかなる性暴力も許容しないとの声明文を出し、同時にバウアーがドジャースの一員ではなくなったことを発表した。

### 第一次DeNA時代
2023年3月14日に横浜DeNAベイスターズが1年契約（推定年俸300万ドル）で獲得したことを発表した。背番号は「今年は平均球速96マイル（約154.5km/h）を目指す」という理由から96を選択した。3月23日に来日し、同日支配下登録された。サイ・ヤング賞受賞者がNPB球団に入団するのは1962年に中日ドラゴンズでプレーしたドン・ニューカム（1956年受賞者）以来となる。
二軍での調整登板を経て、5月3日の広島東洋カープ戦（横浜スタジアム）一軍初登板し、7回1失点で来日初勝利を挙げた。しかし、5月9日の読売ジャイアンツ戦（HARD OFF ECOスタジアム新潟）では6回7失点、16日の広島戦（横浜）では2回7失点と日本野球への対応に苦しみ、一軍登板を続けながらも二軍で調整登板をして5月は課題に取り組んだ。その結果、6月は4試合に先発し4勝0敗、30回1/3を投げて防御率2.08、38奪三振の好成績を挙げ、6月の月間MVPを受賞した。7月に開催されたオールスターゲームにはプラスワン投票で過去最多の36万9446票を集め出場を果たした。8月25日の中日ドラゴンズ戦（バンテリンドーム）で10勝目を挙げた。2017年のジョー・ウィーランド以来、球団(前身の大洋ホエールズ時代も含め)史上二人目の外国人投手の二桁勝利を達成する。
この時点で勝利数はリーグ2位タイであったが、8月30日の阪神タイガース戦（甲子園球場）で先発した際に、投前へ転がった打球をスライディングキャッチしたプレーで負傷し3回を投げ終えたところで降板。31日に横浜市内の病院で右腸腰筋遠位部損傷と診断を受け、9月1日に出場選手登録を抹消された。しかし、結果として8月は3試合連続で中4日で先発するなどフル回転し、6試合に先発し3勝1敗、防御率1.67と安定した成績を残して自身2度目となる月間MVPを受賞した。12月1日に自由契約公示された。

### DeNA退団後
2024年3月7日にアメリカ合衆国を拠点とするトライアウトチームであるアジアンブリーズに参戦し、3月10日の古巣ドジャース戦に登板することが発表された。迎えた3月11日に2021年6月28日以来となる987日ぶりのアメリカ合衆国での実戦登板となり、ドジャースはマイナーリーグの選手主体のチーム編成だったが、3回1安打無失点に抑え、最速99mphを記録した。メジャー契約を目指すバウアーだったが、この日、現地にメジャーリーグのスカウトやドジャース幹部の姿はなかったことがリポートされている。

### メキシカンリーグ時代
2024年3月18日にリーガ・メヒカーナ・デ・ベイスボルのメキシコシティ・レッドデビルズへの入団が発表された。背番号はDeNA時代と同じ96。当初は4月11日から5月8日まで5試合に登板する契約で入団したが、最終的にシーズン終了まで契約を延長し、14試合登板で10勝0敗、防御率2.48を記録して年間最優秀投手賞を受賞した。メキシコでも圧巻のパフォーマンスを披露する一方、夏場に離脱していた時期があったが、2025年3月3日のDeNA復帰会見においてその理由がコレラ感染だったことが明かされた。

### 第二次DeNA時代
2025年1月27日、2年ぶりにDeNAに復帰することが発表された。背番号は引き続き96。年俸は出来高払いを含め球団史上最高額となる単年9億円規模と見られる。春季キャンプには参加せず、アメリカ国内で調整を行った。2月27日に来日すると、翌28日にNPBの支配下選手登録公示がなされ、3月3日に復帰会見が行われた。会見の場ではチームの勝利、優勝を第一にしつつ、個人の目標に野球選手として沢村賞、YouTuberとしてチャンネル登録者100万人を目標に掲げた。

## 選手としての特徴
| 球種           | 割合 | 平均球速 | 平均球速 | 最高球速 | 最高球速 |
| 球種           | %    | mph      | km/h     | mph      | km/h     |
| -------------- | ---- | -------- | -------- | -------- | -------- |
| フォーシーム   | 40.5 | 93.9     | 151.1    | 97.5     | 156.9    |
| カットボール   | 21.6 | 85.3     | 137.3    | 89.3     | 143.7    |
| スイーパー     | 18.6 | 80.8     | 130      | 84.8     | 136.5    |
| カーブ         | 11.2 | 79.6     | 128.1    | 83.3     | 134.1    |
| シンカー       | 5.5  | 94.4     | 151.9    | 97.4     | 156.8    |
| チェンジアップ | 2.6  | 88.1     | 141.8    | 92.2     | 148.4    |

体格はそこまで大きくはないが、全身を使ったダイナミックな投球フォームは彼自身もファンであるティム・リンスカムに例えられる。
オーバースローから速球は平均151.9km/h（2023年シーズン）で動きを伴う。変化球ではカーブの評価が特に高いが、優れたチェンジアップ、今後の伸び代があるスプリッター、スライダーも持ち合わせており、奪三振率が非常に高い。速球の最速は、2024年に計測した99mph（約159.3km/h）。23年5月の日本での初登板を観戦したベイスターズOBの評論家・谷繁元信は「パワー系の変化球投手」と評している。
試合前のウォームアップで遠投を行うことで有名で、その距離は450～475フィート（約137～145m）に達する。
先進的な練習方法を積極的に取り入れていることでも知られ、重さの異なる球を壁に投げつけるトレーニングや動作解析によるフォームの改善、あるいは高速度カメラによるデータ分析で一流選手の球種を会得しようとするなどしている。また、中3日登板制を主張しており、2020年には中3日での登板を実現させ、登板間隔が短いほど勝率が高いというデータも存在する。
MLB時代はナイキと契約し、同社の道具を使用していた。日本では特定のメーカーと契約していないが、グローブは和牛JB（ボールパークドットコム）など複数のメーカーを使用しており、自身のYouTubeではデザインや使用感などを評価しつつランキング形式で紹介している。

### 打撃について
バッティングは非常に苦手と語っており、ベイスターズ入団後の2023年4月30日に自身がYouTubeに投稿した動画の中では、ティーバッティングをしながら「一番嫌いなやつです」「下手くそだから」と口にし、本塁打を打てたのは14歳のころの1回だけだったと明かしている。動画に出演した、バウアーのYouTuber活動をサポートするエリック・シム（マイナーリーグ経験者）からもスイング動作の欠点を冗談混じりに酷評されていた。
MLB通算では73打数5安打（打率.068）0本塁打1打点、35三振。NPBでは2023年7月12日の阪神タイガース戦で初安打を記録した。

## エピソード
- 打者を三振に打ち取った際に、マウンドで刀を鞘に入れるような動きのパフォーマンス（通称「ソードセレブレーション」）を行っている。当初は右側に収めていたが、筒香嘉智の教えで、本来の左側に変更している[76]。
  - 由来は映画『がんばれ!ベンチウォーマーズ』の『バットは刀で切るように振るんじゃないよ』という台詞から[76]来ており、ソードセレブレーションを行う時の共通点からハーフスイングでの三振に仕留めた時が発動の条件と言われているが、バウアー自身の口から明確な条件は明言されていない。
- セイバーメトリクス、つまり自分のスキルを向上させるためにデータを分析する方法に強い関心を持っており、4appというバウアー自身が考案したアプリで投球内容や疲労度といったデータを数値化している。またそのデータを使って自分の投球を最適化する方法を説明することもできる[77]。
- コロナ禍以降、YouTubeにて自身のVlogを精力的に投稿している[78]。横浜DeNA移籍以降は日本語版のYouTubeチャンネルを開設し、英語版に加えて自動翻訳を利用した日本語版も投稿しており[79]、練習風景や日常生活を収めた姿が人気を博している[80][81]。チャンネル登録者100万人を目標に掲げた2025年3月時点での登録者数は95万人だったが、4月27日までに100万人を達成した[3]。
- 北欧のバンドアモン・アマースのファンで、DeNAでの登場曲に『The Pursuit of Vikings』を使用しているほか、1カットのみのエキストラ扱いながら『Raise Your Horns』のミュージックビデオにも出演している[82]。
- 2023年のDeNA在籍時は横浜スタジアムのヒーローインタビューで「横浜しか勝たん！」「夢叶うまで頂戦！」といった特徴的な日本語を披露するのが恒例となっていた。これらのネタは誰から教わったのかという質問に関して、メディアの前では「チームメイトから教わった」と話すのみで名指しでの言及を避けているが、一軍合流直後から上茶谷大河がバウアーに何事か話し掛けている様子がYouTubeで撮影されており、2023年7月16日に投稿された動画では「ベイスターズ投手/スピーチライター 上茶谷大河」と紹介され、その後、上茶谷自身が認めたことにより公式に明らかになった[83]。上茶谷によると「バウアーを孤立させたくなかった」というのがきっかけで、一軍合流直後「みんな遠慮しているところはありました」というバウアーに対して「ファンを盛り上げる日本語とか、興味ある？」と声を掛けたところ「俺もそういうのやりたい。毎試合頼むよ」と強い興味を持ち、バウアーの先発登板の数日前から前日までに数個ほどネタを考えて提案している。バウアーがネタを選んだ後は通訳に「変なこと教えられてないよね？」と確認の上、紙に言葉を書き出して繰り返し練習して、お立ち台で披露している[84]。
- 「先発投手」としての役割に強い誇りを持っており、分業による投手運用が当たり前になった現代野球に於いても「先発した試合は全て完投すべきだと思っている」と、常に完投、完封を目指している[85]。バウアーの完投にこだわる姿勢は堀内恒夫や江本孟紀といった往年の名投手から高く評価されており、堀内は自身のブログ内でバウアーを名指しで褒め、江本はバウアーを「（メジャーではなく）昭和から来た男」とそれぞれの言葉で絶賛している[86]。
- ポケモン好きを公言している[87]。自身のvlogでは秋葉原でゲームボーイアドバンスとポケモンのソフトを購入したり[88]、エスエスケイにオーダーしたポケモンのプリンをモチーフにしたピンク色のグラブで試合に臨む姿を紹介したりしている[89]。

## 暴行疑惑の訴訟と和解
ドジャース時代にシーズン出場停止処分になったきっかけである暴行疑惑と関連する訴訟について、2023年10月2日に和解したことをバウアー側の弁護士が報告した。被害を訴えた女性側と、暴行の訴えは事実ではないとして名誉毀損で訴えたバウアー側の和解の際には金銭のやりとりは一切なかったという。バウアー側はこれまでも一貫して暴行を否定しており、刑事責任も問われていない。同日、バウアーは自身のX（旧Twitter）上で、「彼女の弁護士が何回も私に、和解金を支払うよう提案してきた。でも、一貫して私は1セントも支払うことを拒否した」「裁判所は女性側の主張が一方的に偏っていると声明を発表したが、彼女はそれを否定した。私は（この件で）逮捕をされていない。そして、相手に対して性的虐待をしたことはない」と主張した。またバウアーは、女性が知人に「（自分は）カネ目当て」「（事件は）でっち上げ」とほのめかすメッセージを送っていたことを明かし、顔面を含む身体的な暴力があったとされる日の翌朝にバウアーの寝ている隣で自撮りしながら無傷で微笑む女性の動画（名誉毀損裁判にも提出されたもの）を証拠として挙げ、「決して殴ったりしていない」と再び否定した。
このバウアーの主張と動画の反響は大きく、2023年10月5日時点で7000万回の再生を記録。イーロン・マスクは「彼女の弁護士は、彼女が証拠を隠していることを知っていたのですか？」と反応し、トム・グラビンは、バウアーが長期間の出場停止処分になりキャリアが損なわれたことに触れ、「デリケートな問題についてはバランスを取りたいと考えているが、トレバー（バウアー）の場合、罪になることは何も犯していない。それでも3年間の処分を受けたと同等の状況だ。その時間は戻ってこない。3年若返ってプレーすることはできない」「これについて、もう少し議論が行われるべき。罪を犯していないのに訴えられる可能性があるのだから」と意見を表明した。
2024年1月4日にフォックスのニュース番組「アメリカズ・ニュースルーム」に出演し、改めて性的暴行を否定し、MLB復帰を希望していることを告げた。

## 詳細情報

### 年度別投手成績
| 年 度     | 球 団     | 登 板 | 先 発 | 完 投 | 完 封 | 無 四 球 | 勝 利 | 敗 戦 | セ 丨 ブ | ホ 丨 ル ド | 勝 率 | 打 者 | 投 球 回 | 被 安 打 | 被 本 塁 打 | 与 四 球 | 敬 遠 | 与 死 球 | 奪 三 振 | 暴 投 | ボ 丨 ク | 失 点 | 自 責 点 | 防 御 率 | W H I P |
| --------- | --------- | ----- | ----- | ----- | ----- | -------- | ----- | ----- | -------- | ----------- | ----- | ----- | -------- | -------- | ----------- | -------- | ----- | -------- | -------- | ----- | -------- | ----- | -------- | -------- | ------- |
| 2012      | ARI       | 4     | 4     | 0     | 0     | 0        | 1     | 2     | 0        | 0           | .333  | 77    | 16.1     | 14       | 2           | 13       | 0     | 1        | 17       | 2     | 0        | 13    | 11       | 6.06     | 1.65    |
| 2013      | CLE       | 4     | 4     | 0     | 0     | 0        | 1     | 2     | 0        | 0           | .333  | 81    | 17.0     | 15       | 3           | 16       | 0     | 1        | 11       | 1     | 0        | 11    | 10       | 5.29     | 1.82    |
| 2014      | CLE       | 26    | 26    | 0     | 0     | 0        | 5     | 8     | 0        | 0           | .385  | 663   | 153.0    | 151      | 16          | 60       | 4     | 11       | 143      | 6     | 0        | 76    | 71       | 4.18     | 1.38    |
| 2015      | CLE       | 31    | 30    | 1     | 0     | 0        | 11    | 12    | 0        | 0           | .478  | 744   | 176.0    | 152      | 23          | 79       | 1     | 5        | 170      | 7     | 1        | 90    | 89       | 4.55     | 1.31    |
| 2016      | CLE       | 35    | 28    | 1     | 0     | 0        | 12    | 8     | 0        | 0           | .600  | 811   | 190.0    | 179      | 20          | 70       | 1     | 9        | 168      | 3     | 0        | 96    | 90       | 4.26     | 1.31    |
| 2017      | CLE       | 32    | 31    | 0     | 0     | 0        | 17    | 9     | 0        | 0           | .654  | 749   | 176.1    | 181      | 25          | 60       | 0     | 5        | 196      | 3     | 1        | 84    | 82       | 4.19     | 1.37    |
| 2018      | CLE       | 28    | 27    | 0     | 0     | 0        | 12    | 6     | 1        | 0           | .667  | 717   | 175.1    | 134      | 9           | 57       | 2     | 9        | 221      | 12    | 0        | 51    | 43       | 2.21     | 1.09    |
| 2019      | CLE       | 24    | 24    | 1     | 1     | 1        | 9     | 8     | 0        | 0           | .529  | 664   | 156.2    | 127      | 22          | 63       | 0     | 14       | 185      | 8     | 0        | 76    | 66       | 3.79     | 1.21    |
| 2019      | CIN       | 10    | 10    | 0     | 0     | 0        | 2     | 5     | 0        | 0           | .286  | 247   | 56.1     | 57       | 12          | 19       | 0     | 5        | 68       | 2     | 0        | 42    | 40       | 6.39     | 1.35    |
| '19計     | CIN       | 34    | 34    | 1     | 1     | 1        | 11    | 13    | 0        | 0           | .458  | 911   | 213.0    | 184      | 34          | 82       | 0     | 19       | 253      | 10    | 0        | 118   | 106      | 4.48     | 1.25    |
| 2020      | CIN       | 11    | 11    | 2     | 2     | 0        | 5     | 4     | 0        | 0           | .556  | 278   | 73.0     | 41       | 9           | 17       | 1     | 3        | 100      | 3     | 0        | 17    | 14       | 1.73     | 0.79    |
| 2021      | LAD       | 17    | 17    | 1     | 0     | 0        | 8     | 5     | 0        | 0           | .615  | 432   | 107.2    | 71       | 19          | 37       | 1     | 3        | 137      | 3     | 0        | 36    | 31       | 2.59     | 1.00    |
| 2023      | DeNA      | 19    | 19    | 2     | 0     | 0        | 10    | 4     | 0        | 0           | .714  | 534   | 130.2    | 119      | 14          | 31       | 2     | 4        | 130      | 3     | 0        | 44    | 40       | 2.76     | 1.15    |
| MLB：10年 | MLB：10年 | 222   | 212   | 6     | 3     | 1        | 83    | 69    | 1        | 0           | .546  | 5463  | 1297.2   | 1122     | 160         | 491      | 10    | 66       | 1416     | 50    | 2        | 592   | 547      | 3.79     | 1.24    |
| NPB：1年  | NPB：1年  | 19    | 19    | 2     | 0     | 0        | 10    | 4     | 0        | 0           | .714  | 534   | 130.2    | 119      | 14          | 31       | 2     | 4        | 130      | 3     | 0        | 44    | 40       | 2.76     | 1.15    |

- 2023年度シーズン終了時
- 各年度の太字はリーグ最高

### 年度別守備成績
| 年 度 | 球 団 | 投手（P） | 投手（P） | 投手（P） | 投手（P） | 投手（P） | 投手（P） |
| 年 度 | 球 団 | 試 合     | 刺 殺     | 補 殺     | 失 策     | 併 殺     | 守 備 率  |
| ----- | ----- | --------- | --------- | --------- | --------- | --------- | --------- |
| 2012  | ARI   | 4         | 1         | 3         | 2         | 1         | .667      |
| 2013  | CLE   | 4         | 2         | 2         | 0         | 0         | 1.000     |
| 2014  | CLE   | 26        | 9         | 12        | 1         | 4         | .955      |
| 2015  | CLE   | 31        | 12        | 13        | 1         | 3         | .962      |
| 2016  | CLE   | 35        | 17        | 19        | 0         | 0         | 1.000     |
| 2017  | CLE   | 32        | 9         | 10        | 1         | 3         | .950      |
| 2018  | CLE   | 28        | 8         | 15        | 0         | 1         | 1.000     |
| 2019  | CLE   | 24        | 5         | 13        | 0         | 1         | 1.000     |
| 2019  | CIN   | 10        | 7         | 2         | 0         | 0         | 1.000     |
| '19計 | CIN   | 34        | 12        | 15        | 0         | 1         | 1.000     |
| 2020  | CIN   | 11        | 5         | 6         | 0         | 0         | 1.000     |
| 2021  | LAD   | 17        | 3         | 6         | 1         | 0         | .900      |
| 2023  | DeNA  | 19        | 14        | 20        | 2         | 1         | .944      |
| MLB   | MLB   | 222       | 78        | 101       | 6         | 13        | .968      |
| NPB   | NPB   | 19        | 14        | 20        | 2         | 1         | .944      |

- 2023年度シーズン終了時
- 各年度の太字はリーグ最高

### タイトル
- 最優秀防御率：1回（2020年）

### 表彰
MLB
- サイ・ヤング賞：1回（2020年）
- ピッチャー・オブ・ザ・マンス：1回（2020年9月）
- プレイヤー・オブ・ザ・ウィーク：1回（2019年6月16日）
- オールMLBチーム[98]
  - ファーストチーム（先発投手）：1回（2020年）

NPB
- 月間MVP：2回（投手部門：2023年6月[99]、8月[100]）

### 記録

#### MLB
その他の記録
- MLBオールスターゲーム選出：1回（2018年）

#### NPB
初記録
投手記録
- 初登板・初先発登板・初勝利・初先発勝利：2023年5月3日、対広島東洋カープ5回戦（横浜スタジアム）、7回1失点[101]
- 初奪三振：同上、1回表に西川龍馬から空振り三振[101]
- 初完投・初完投勝利：2023年6月14日、対北海道日本ハムファイターズ2回戦（横浜スタジアム）、9回1失点[102]
- 初完封：2025年5月3日、対読売ジャイアンツ6回戦（横浜スタジアム）、9回無失点[103]

打撃記録
- 初打席：2023年5月3日、対広島東洋カープ5回戦（横浜スタジアム）、3回裏に九里亜蓮から一ゴロ[104]
- 初安打：2023年7月12日、対阪神タイガース13回戦（阪神甲子園球場）、4回表に大竹耕太郎から左前安打

その他の記録
- オールスターゲーム出場：1回（2023年）

### 登場曲
- 「The Pursuit of Vikings」Amon Amarth（2023年 - ）

### 背番号
- 17（2012年）
- 47（2013年 - 2019年7月30日）
- 27（2019年8月3日 - 2021年）
- 96（2023年[36][51][56] - ）